# Manoir de Blay
Pour les articles homonymes, voir Blay (homonymie).
Le manoir de Blay est une ancienne maison forte, reconstruite à la fin du XIVe siècle, ou du début du XVe siècle, centre de la seigneurie de Blay, réhabilitée au début du XXIe siècle, qui se dresse sur la commune d'Esserts-Blay dans le département de la Savoie, en région Auvergne-Rhône-Alpes.

## Situation
Le manoir de Blay est situé dans le département français de la Savoie sur la commune d'Esserts-Blay, à l'Est du bourg, sur un monticule rocheux et dominant la vallée de l'Isère.

## Histoire
Un premier « château » aurait été construit à la fin du XIIe siècle ou au début du XIIIe siècle par Nicod d'Avalon ; un acte de partage, établi entre 1388 et 1422, entre demoiselle Marie d'Avalon, épouse de Nicod de Salins, et son frère, noble Guigne d'Avalon, mentionne que : « Nicod fit bâtir à neuf le château de Bleys, il y a environ deux cents ans ». En 1301, il est remis en fief à la famille d'Avallon. Le château ou manoir actuel pourrait avoir été érigé entre 1390 et 1418.

## Les seigneurs de Blay
En 1354, François d'Avalon investi du fief de Saint-Paul, transmet la seigneurie de Blay à François de Salins, originaire de Salins-les-Thermes, marié à une fille d'Aymeric d'Avalon. François de Salins, le 3 juin 1390, reconnaît la tenir en fief du comte Amédée VII de Savoie, mais en 1391 et 1392, il en fait reconnaissance à l'archevêque-comte de Tarentaise.
Son fils Jean (†av. 1412) en rend hommage au comte de Savoie. Son propre fils, Pierre de Salins (†av. 1430), est, en 1412, co-seigneur de la vallée de Saint-Paul. Après lui, son fils, Nicod de Salins, marié à Marie d'Avalon, sœur de Guigue d'Avalon, est également qualifié de co-seigneur de Saint-Paul.
Le 28 juin 1418, ou juillet, Amédée VIII de Savoie en donne l'investiture à François de Conzié. Il reçoit le château ainsi que la seigneurie par l'héritage de son neveu Jean de Conzié.
Elle fait retour à la famille de Salins avant 1430. En 1432, Nicollet ou Nicod de Salins († v.1479), arrière-petit-fils de François de Salins, marié à Pernette de Duingt, reconnaît tenir en fief la seigneurie du duc Louis Ier de Savoie. En 1445, il se reconnaît être homme lige du duc Louis et en fait reconnaissance en faveur de l'archevêque-comte de Tarentaise.
Son fils, Urbain de Salins, marié à Claude de la Frasse, sans héritier mâle, teste en faveur de sa fille, Jeanne de Salins, le 23 février 1535. Cette dernière, le 11 décembre 1537, désigne comme héritier universel son mari, Jean du Chatelard, dit de Riddes, fils de Mermet de Riddes, seigneur de Flumet et de Megève.
Jean du Châtelard, châtelain de Flumet, en 1534, pour éviter un fidéicommis, achète, le 5 novembre 1536, à Urbain de Salins les terres de Blay et de Saint-Thomas. Cela n'empêchera pas la famille de Chappot, héritier fidéicommissaires, de lui tenir procès. Le 1er juin 1543, Jean du Chatelard reconnaît tenir, du duc Charles III de Savoie, la seigneurie de Blay. Il est précisé, qu'il détient un troupeau relativement important avec un grand nombre de bovins, lorsqu'il teste, le 15 janvier 1565, en faveur, de son fils Antoine-Gaspard, et à défaut de descendance, de sa fille Thomassine.
Antoine-Gaspard, en 1573, acense, en 1574, le château et la seigneurie à Jean Clément, notaire ducal de Flumet, et, en 1606, il l'acense à Pierre de Rognaix, fils de Pierre Charles de Rognaix. Il est précisé dans le contrat que le seigneur de Blay ne réside plus au manoir sauf « 3 venues de 5 jours par an ». Il habite dans sa maison de Beauséjour à Saint-Paul. Mort le 18 septembre 1616, l'inventaire de ses biens fait mention de moulins : « ung bastiment contenant trois moulins virantz avec leurs artifices »,. Marié, en secondes noces, à Jacqueline de Salins, dont il n'aura pas d'enfants, il institue, le 15 novembre 1615, comme héritier, le fils de sa sœur Thomassine et de Jean du Verger, Gaspard du Verger, ce dernier héritant également de sa mère.
Gaspard du Verger, qui épousera, avant 1620, Jeanne Charlotte du Villard, est seigneur de Blay et de Saint Thomas-des-Esserts, co-seigneur de Saint-Paul, de la Vallée de Bozel et Cornillon. À sa mort, il partagera ses biens entre ses deux fils, Gaspard Antoine et François, seigneur de Blay. Son fils ainé, Gaspard Antoine, hérite de la seigneurie de Saint-Thomas des Esserts, de la co-seigneurie de la vallée de Bozel, du château de Melphe (Salins-les-Thermes) et de la maison de Grand Cœur (Aigueblanche), et sera à l'origine de la branche des du Verger de Saint-Thomas. Son frère cadet, François, recueille la seigneurie de Blay, la co-seigneurie de Saint-Paul, la Maison rouge (Conflans), ainsi que des biens à Marthod, et sera à l'origine de la branche des du Verger de Blay, branche qui s'éteindra au début du XIXe siècle.
La dernière occupante du manoir fut dame Antoinette, fille de Laurent de Conflans et de Michée de Crescherel, première épouse du dernier représentant de la famille de Riddes, Gaspard de Riddes. Elle y dicte son testament, le 15 février 1599, et y décède, le 9 décembre, de la même année.
La tradition veut qu'il ait brûlé la nuit de Noël 1599, mais plus probablement en novembre 1609 d'après un inventaire réalisé en 1616. Les parements intérieurs en conservent la trace. Quelle que soit sa date de destruction, le château ne sera pas relevé à la suite de l'incendie.
En 1672, François du Verger acense la seigneurie à Philibert Fontannaz et teste, le 22 novembre 1676. C'est son fils ainé, Joseph du Verger, qui hérite de la seigneurie, qui passe, après lui, à son fils Philibert. Le fils ainé de ce dernier, Charles Philibert, sera le dernier à porter le titre de seigneur de Blay. Le 7 février 1776, les habitants de Blay rachètent les droits de la seigneurie.

## Description

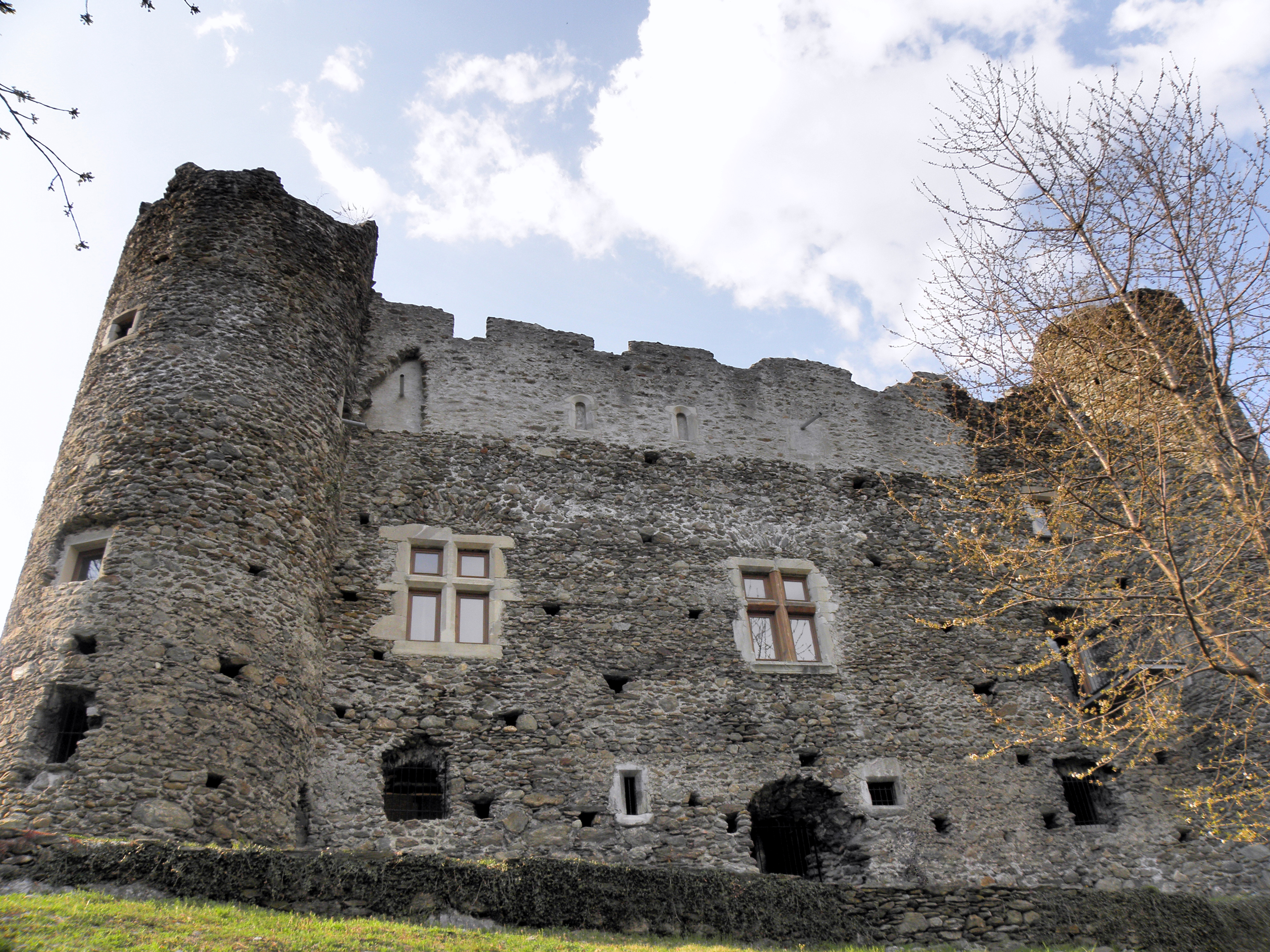
Façade sud-est du château après restauration

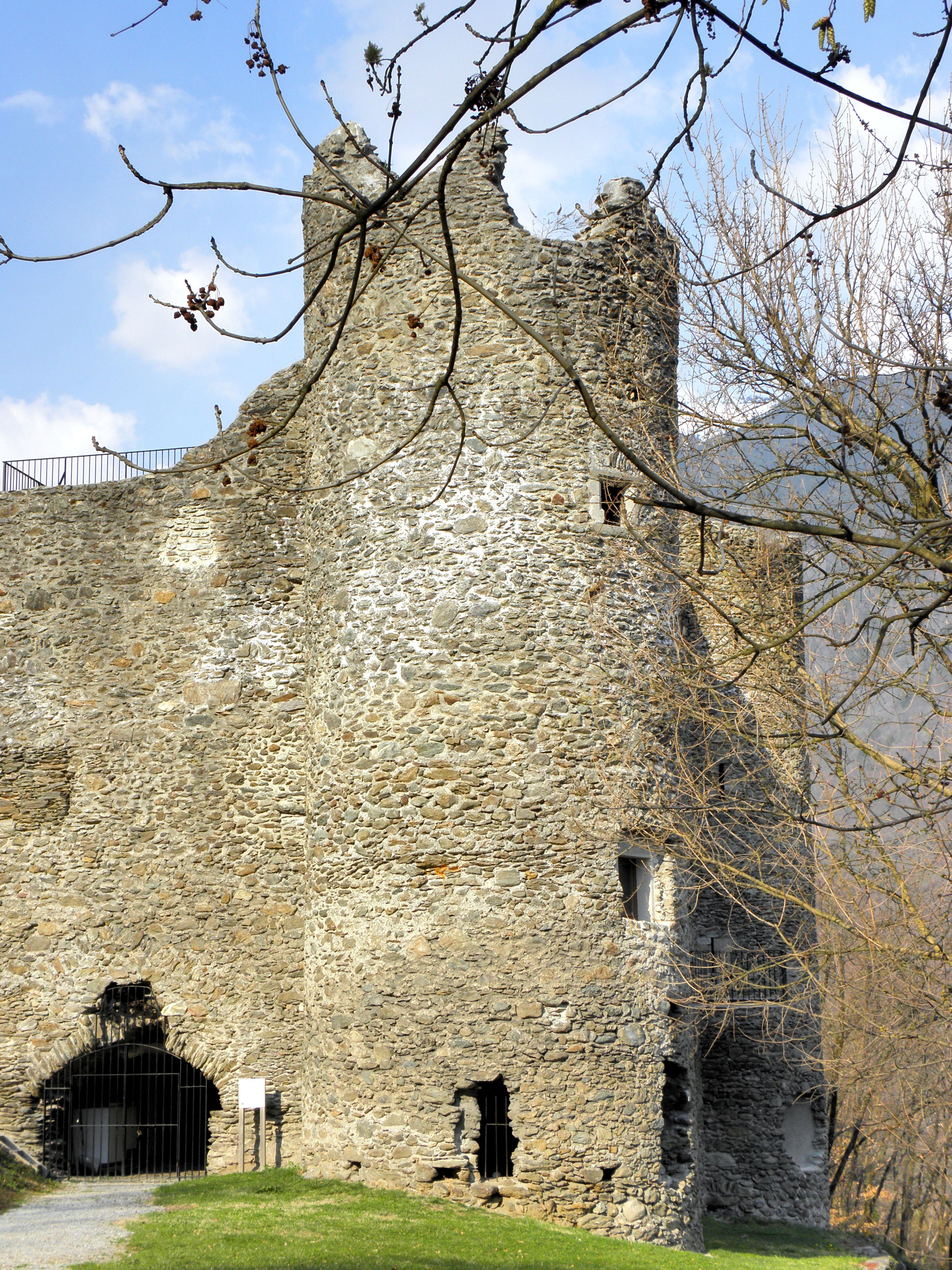
Tour de la chapelle

Le manoir se présente sous la forme d'un grand logis quadrangulaire de trois étages sur rez-de-chaussée de 21,60 × 7,00 mètres, que divise en deux un mur de refend longitudinal. Il est flanqué aux angles de trois tours rondes, excepté dans l'angle nord-ouest. D'après de récent sondage, cette hypothétique quatrième tour n'aurait jamais été construite et il n'a pas été relevé de trace de fossé. L'accès à la maison forte, défendue par des meurtrières, devait se faire initialement du côté nord-ouest, celui qui a disparu.
Le château de Blay est construit en petit appareil constitué de moellons bruts noyés dans un mortier de chaux et de sable et a des murs épais. Au rez-de-chaussée se trouvait, au nord, la cuisine surélevée, et au sud, le cellier et les caves. Le premier niveau d'une hauteur sous plafond de 4,30 m abritait l'étage noble avec trois pièces pourvues de cheminées, dont une grande salle, l'aula d'une surface de 160 m2. Le second niveau, haut de 3,80 m était dévolu aux chambres au nombre de cinq ou six. Le dernier niveau correspondant aux greniers, était haut de 2,50 m. Les niveaux étaient desservis par un escalier droit à partir d'une pièce au nord-ouest. Le logis s'éclaire par des baies qui du côté intérieur ont un arc surbaissé et un encadrement fait en pierre de taille. Deux fenêtres ont un double meneau. Une porte avec un arc en accolade laisse supposer un remaniement intervenu à la fin du XVe siècle et au XVIe siècle.
Les tourelles en saillie qui le flanquent, sur ses trois angles, sont hautes de quatre étages. Leurs sommets étaient couronnées d'un parapet crénelé. Elles étaient également percées de meurtrières à niches de type plantagenêt en arc surbaissé. Elles communiquaient avec le logis par une porte à chaque étage.
Les latrines, situées au premier et deuxième étages de la tour nord, installées en encorbellement sur des corbeaux sont accessibles depuis la chambre.
La tour sud abritait un pigeonnier. Son rez-de-chaussée ainsi que son premier étage étaient voûtés.
Le seigneur de Blay possède, à l'écart de sa maison forte, une grange d'une taille importante, elle mesure 38 × 10 m au bord de l'Isère, dont un fermier a la garde. Dans un inventaire de 1677, cette dernière est décrite précisément,.
Au Moyen Âge, la maison forte est alimentée en eau par une conduite de bois en sapin ou « bourneaux » depuis le nant du Bernard. Les habitants du hameau peuvent venir y puiser l'eau, grâce à une broche située près du four collectif, en échange de l'entretien des canalisations,.